# Sillavengo
Sillavengo är en ort och kommun i provinsen Novara i regionen Piemonte i Italien. Kommunen hade 562 invånare (2018).